# Wolfsbruch (Naturschutzgebiet)
Das Naturschutzgebiet Wolfsbruch liegt auf dem Gebiet der Stadt Werder (Havel) im Landkreis Potsdam-Mittelmark in Brandenburg.
Das Gebiet mit der Kenn-Nummer 1171 wurde mit Verordnung vom 1. Dezember 1995 unter Naturschutz gestellt. Das rund 80 ha große Naturschutzgebiet erstreckt sich südöstlich von Töplitz (Werder), einem Ortsteil der Stadt Werder (Havel). Am westlichen Rand des Gebietes fließt die Havel und am östlichen Rand die Wublitz, ein rechter Nebenarm der Havel. Am südlichen Rand erstreckt sich der 268 ha große Große Zernsee, nordwestlich verläuft die A 10 und westlich die Landesstraße L 90.